# Enric Mestre i Estellés
Enric Mestre i Estellés (Alboraia, 16 de març de 1936) és un ceramista, escultor i pintor valencià.
Fou alumne d'Alfons Blat, del que aprendria el virtuosisme de l'esmalt, i un constant i rigorós camp d'investigació tècnica al llarg de tota la seua trajectòria. El 1958 va aconseguir la titulació de professor de dibuix per l'Escola de Sant Carles, l'any 1970 es gradua com a pèrit artístic ceràmic i l'any 1972 es va graduar en Arts Aplicades, en l'Especialitat de Ceràmica en l'Escola d'Arts Aplicades de València. Finalment es va llicenciar en Belles Arts a la Facultat de Sant Carles de València el 1982. Ha dedicat més de 32 anys de trajectòria professional a la docència.
Començà a exposar a partir de 1964 i la seua obra s'ha exhibit a Espanya, Alemanya, Suïssa, Anglaterra, França, Dinamarca i Japó. Es considera un percussor gràcies a Alfons Blat, el qual fou qui li va obrir els ulls amb relació a les possibilitats de la ceràmica actual, declarava l'any 2009.
L'any 1979 fou nomenat Membre de l'Acadèmia Internacional de la Ceràmica i l'any 1983 fou nomenat Acadèmic de número de la Reial Acadèmia de Belles Arts de Sant Carles de València. La Universitat de València el va becar el 1964 al Lycée Technique Henry Brisson de Vierzon per a fer estudis sobre vidriats artístics d'alta temperatura.

## Exposicions[5]
- 1964 - Sala Nebli, Madrid.
- 1970 - Fira de Ceràmica, Copenhague.
- 1971 - Galeria Amadís, Madrid.
- 1972 - Galeria Sarrió, Barcelona.
- 1973 - Galeria Val i Trenta, València.
- 1975 - Galeria Ponce, Madrid.
- 1979 - Galeria Ática de Barcelona.
- 1980 - Maho Gallery, Japó.
- 1982 - Galeria Sargadelos, Madrid.
- 1985 - Museu de Ceràmica, Barcelona.
- 1987 - Galeria Punto, València.
- 1989 - Hetjens Museum, Dusseldorf.
- 1991 - Galeria Leonelli, Lausana. Museu de Ceràmica, Barcelona.
- 1994 - Musikhuset Arhus, Dinamarca. Galeria Norby, Copenhague.
- 1996 - Galeria Norby, Copenhague.
- 1997 - Kunsthalle Wil, Suïssa.
- 1999 - Sala Parpalló, València.
- 1999 - Galeria Eléna Ortillés-Fourcat, París.
- 2000 - Lappeenranta K’2000 Etelä-Karjalan Taidemuseo. South Carelia Art Museum Lappeenranta
- 2001 - Galeria i Leonarte, València.
- 2002 - Galeria Besson, Londres. Galeria Kunstforum, Kirchberg.
- 2004 - Galeria Vromans, Amsterdam. Galería Kunstforum, Solothurm.
- 2005 - Galerie B15, Múnic.
- 2009 - Galeria Kunstforum, Solothurm. Galeria Leonarte, València.
- 2013 - Entre la intuïció, la geometria i el misteri. L'Almudí, València.

## Premis[3][5]
- 1972 Primer Premi del Concurs Nacional de Ceràmica de Manises.
- 1972 Premi Nacional en el Concurs de Disseny Industrial de la Fira de Ceràmica de València.
- 1976 Medalla d'Or de l'Estat de Baviera.
- 1982 Primer Premi del Concurs Nacional de Ceràmica de Calvià.
- 1999 Premi Alfons Roig de la Diputació de València.
- 2009 Premi de les Arts Plàstiques de la Generalitat Valenciana.